# Explosión de Cap-Haïtien de 2021
El 14 de diciembre de 2021, un camión cisterna de combustible explotó en el barrio de Samari de Cap-Haïtien, la capital del departamento haitiano de Nord. Al menos 90 personas murieron y más de 100 resultaron heridas; muchas personas resultaron heridas como resultado de correr hacia el petrolero, probablemente para recoger parte de su carga, antes de que ocurriera la explosión. Muchos habitantes están sufriendo una enorme crisis financiera. Haití, golpeado por una crisis económica agravada por un terremoto cuatro meses antes, no pudo tratar adecuadamente a las víctimas de la explosión, con hospitales insuficientemente abastecidos y en desorden.

## Antecedentes
En 2021, Haití era el país más pobre del hemisferio occidental. Las crisis económicas y políticas se vieron agravadas por el asesinato del presidente Jovenel Moïse y el terremoto de Haití de 2021 que causó 2.248 muertes y daños por US $ 1.500 millones, y una red eléctrica inestable que dejó hospitales, escuelas y empresas dependientes de los generadores de gasolina. A raíz del terremoto, los saqueos y la actividad de las pandillas se hicieron desenfrenados, sofocando los esfuerzos de ayuda y recuperación. Las pandillas secuestraron camiones de combustible, secuestraron a sus conductores y tomaron el control de los puertos de distribución de combustible.
En noviembre de 2021, el líder de la banda G9, Jimmy Chérizier, anunció que los camiones de combustible podrían regresar temporalmente a Puerto Príncipe. Los ciudadanos de Haití se apresuraron a conseguir gasolina, y algunos vendieron en el mercado negro.

## Explosión
Un camión cisterna de combustible que transportaba 34.000 litros (9.000 galones estadounidenses) de gasolina, en un intento por evitar una motocicleta, se volcó y comenzó a derramar combustible. El conductor del camión salió del vehículo y advirtió a los transeúntes que no se acercaran. Sin embargo, algunas de las víctimas de la explosión se apresuraron hacia adelante después del accidente inicial. Después de que explotó, el combustible almacenado en casas cercanas empeoró la magnitud de la explosión.
La explosión también incendió 50 casas, dañó negocios y calcinó vehículos. La causa de la explosión fue basura que ardía cuando la gasolina del camión la alcanzó. Los bomberos fueron enviados a la zona, pero debido a la escasez de agua tuvieron que pedir ayuda a los servicios de bomberos del aeropuerto.

## Víctimas
Noventa personas murieron en la explosión y más de 100 resultaron heridas. Tras la explosión, varias víctimas resultaron heridas por pisoteo. Las ambulancias demoraron hasta cinco horas en llegar y 15 víctimas tuvieron que ser transportadas en avión. Las víctimas fueron enviadas a hospitales más pequeños y menos equipados porque el hospital más grande de la ciudad cerró en noviembre debido al ataque de bandidos. Estos hospitales se encontraban desbordados y no podían atender a las víctimas, ya que carecían de suministros básicos, y algunas víctimas fueron colocadas en el piso o en el patio del hospital debido a la falta de camas hospitalarias. Catorce víctimas murieron mientras estaban en el hospital.